# Terpios manglaris
Terpios manglaris är en svampdjursart som beskrevs av Rützler och Smith 1993. Terpios manglaris ingår i släktet Terpios och familjen Suberitidae.
Artens utbredningsområde är havet utanför Belize. Inga underarter finns listade i Catalogue of Life.